# Koło Grobli
Koło Grobli este o arie protejată (sit de importanță comunitară — SCI) din Polonia întinsă pe o suprafață de 599,85 ha, integral pe uscat.

## Localizare
Centrul sitului Koło Grobli este situat la coordonatele 50°05′53″N 20°21′43″E / 50.0981°N 20.362°E.

## Înființare
Situl Koło Grobli a fost declarat sit de importanță comunitară în aprilie 2004 pentru a proteja 3 specii de animale.

## Biodiversitate
Situată în ecoregiunea continentală, aria protejată conține 3 habitate naturale: Lacuri eutrofice naturale cu vegetație de tip Magnopotamion sau Hydrocharition, Păduri de stejar și carpen Galio-Carpinetum, Păduri aluvionare cu Alnus glutinosa și Fraxinus excelsior (Alno-Padion, Alnion incanae, Salicion albae).
La baza desemnării sitului se află mai multe specii protejate:
- amfibieni (1): buhai de baltă cu burta roșie (Bombina bombina)
- nevertebrate (2): croitorul mare al stejarului (Cerambyx cerdo), Osmoderma eremita